# 텐도 카스미
텐도 카스미(天道 かすみ, 더빙판 주하나)는 일본의 애니메이션과 만화 시리즈 《란마 ½》의 등장인물이다.

## 설정
텐도가의 장녀로, 긴 생머리를 리본 등으로 다소곳이 묶고 늘 스커트에 에이프런 등의 단정하고 소박한 옷차림이다. 외모는 전형적인 청순가련형의 미소녀이다.  
성격은 온순하고 느긋하며 우아하지만 순진한게 다소 지나쳐 약간 백치미가 있다. 소위 말하는 천연 바보 기질이 있지만 성우인 이노우에 키쿠코의 영향인지 애니메이션에는 정도가 더해져 있다. 대범한 면이 있어선지 긴박한 상황에서도 냉정한 면이 있지만 그 시점에 맥빠진 대사를 넣기도 한다. 어머니의 사후 집안의 가사를 전담한다. 아버지 텐도 소운이나 여동생들을 잘 이해한다. 나쁘게 보면 구시대적이고 순종적이며 전통적인 현모양처상을 담고 있다고 할 수 있다.

## 인물
무척 차분하고 상냥해 집으로 침입해 온 도둑고양이를 씻겨주기도 한다. 화를 내는 일이 별로 없다. 웬만한 사람이라면 격분할 일에도 태도가 전혀 안 변해서 가족들이 그 점을 어떤 면에선 무서워하기까지 한다. 간혹 화를 내는 장면이 나오는데 코믹스 1권에서는 란마가 낭익천에 빠졌을 대의 일을 듣고 겐마에게 그 이유를 추궁하기도 하고 애니에서는 쿠노 다테와키가 텐도가의 식객이 되었을 때 텐도가의 식사를 궁핍한 식사라고 하다가 몰매를 맞는 장면에서는 뒤에서 프라이팬을 들고 있기도 했다.
텐도가의 가족들에게 그녀는 특별한 존재로 인식되어 있다.
어느 여자에게든 손버릇이 나쁜 핫포사이조차 그녀에게는 손하나 까딱 대지 않을 정도이다.
카스미가 한번 사악한 콩귀신에게 빙의당한 적이 있었는데 그녀를 때려야만 콩귀신이 나감에도 란마군이 그녀에게 손찌검 하는 것을 망설이기도 했다. 그녀의 아버지 텐도 소운은 "카스미를 때리는 놈은 내가 용서못한다"고 위협했다.
작품상의 나이는 현재 19세로 고등학교를 졸업한 이래  가사에 매진중인 듯해 대학 진학이나 대입준비의 여부는 알 수 없다. 가족들과 란마와 아카네의 묘한 분위기가 감도는 장면을 지켜보는 뜻밖의 면도 있다.

## 남자관계 및 남자취향
딱히 대놓고 사귀는 남자는 없다. 처음에 약혼자 얘기가 나오자 "연하는 싫어요"라고 한 것으로 보면 연상의 남성 취향인 듯한데  한의사인 오노 도후(小野東風)와 의학서적을 빌리거나 요리를 전달해주는 등 긴밀하게 지내는데 오노는 평소에 멀쩡한 의사가 카스미만 보면 정신을 놓고 실수연발을 할 만큼 그녀를 좋아하지만 정작 카스미는 그를 그저 「재미있는 사람이라고만 할 뿐 딱히 속내를 드러내진 않고 있다.

## 여동생 아카네
카스미는 아카네에게는 엄마같은 존재이고 좋은 이해자로 란마와 사이가 안좋을 때 관계를 중재하기도 한다.
아카네는 오노 도후를 짝사랑했지만 오노가 카스미를 좋아하는 것을 보고 그녀를
스스로의 이상적인 여성상으로 생각해 그녀처럼 머리를 기른 적도 있다.
나중에 란마와 료가의 싸움에 휘말려 머리가 잘리자 카스미에게 부탁해 주저없이 머리를 짧게 자른 것은 오노를 카스미에게 양보한다는 의미가 내포되어 있기도 하다.

## 텐토 카스미의 호칭 일람
| 이름           | 카스미에 대한 호칭              | 카스미가 부르는 호칭                |
| -------------- | ------------------------------- | ----------------------------------- |
| 란마乱馬       | 카스미씨かすみさん              | 란마 군乱馬くん                     |
| 아카네あかね   | (카스미) 언니(かすみ)お姉ちゃん | 아카네あかね(ちゃん)                |
| 나비키なびき   | (카스미) 언니(かすみ)お姉ちゃん | 나비키なびき(ちゃん)                |
| 소운早雲       | 카스미かすみ                    | 아버지(아빠)お父さん                |
| 겐마玄馬       | 카스미씨かすみさん              | (사오토메) 아저씨(早乙女の)おじさま |
| 다테와키帯刀   | 카스미님かすみ殿                | 쿠노군九能くん                      |
| 료가良牙       | 카스미씨かすみさん              | 료가군 良牙くん                     |
| 우쿄右京       | 카스미씨かすみさん              | 웃짱ウッちゃん                      |
| 샴푸シャンプー | 불명                            | 샴푸シャンプーちゃん                |
| 코다치小太刀   | 불명                            | 코다치小太刀ちゃん                  |
| 핫보사이八宝斎 | 카스미짱かすみちゃん            | 할아버지おじいさん                  |
| 코론コロン     | 카스미かすみ                    | 할머니おばあさん                    |
| 노도카のどか   | 불명                            | 아주머님おばさま                    |
| 오노小乃       | 카스미씨かすみさん              | 도후 선생님東風先生                 |